# Rinža
Rinža este o arie protejată (arie specială de conservare — SAC, sit de importanță comunitară — SCI) din Slovenia întinsă pe o suprafață de 239,17 ha, integral pe uscat.

## Localizare
Centrul sitului Rinža este situat la coordonatele 45°40′11″N 14°49′16″E / 45.6696°N 14.8211°E.

## Înființare
Situl Rinža a fost declarat sit de importanță comunitară în aprilie 2004 pentru a proteja 5 specii de animale. Situl a fost protejat și ca arie specială de conservare în februarie 2012.

## Biodiversitate
Situată în ecoregiunea alpină, aria protejată conține 3 habitate naturale: Cursuri de apă de la nivel de câmpie la nivel montan, cu vegetație Ranunculion fluitantis și Callitricho-Batrachion, Peșteri inaccesibile publicului, Păduri aluvionare cu Alnus glutinosa și Fraxinus excelsior (Alno-Padion, Alnion incanae, Salicion albae).
La baza desemnării sitului se află mai multe specii protejate:
- amfibieni (2): proteu de peșteră (Proteus anguinus), Triturus carnifex
- nevertebrate (1): fluturele-tigru (Callimorpha quadripunctaria)
- pești (2): Eudontomyzon spp., țipar (Misgurnus fossilis)